# Delia pallipennis
Delia pallipennis este o specie de muște din genul Delia, familia Anthomyiidae. A fost descrisă pentru prima dată de Zetterstedt în anul 1838. Conform Catalogue of Life specia Delia pallipennis nu are subspecii cunoscute.